# Chiesa di Santa Maria di Ponte

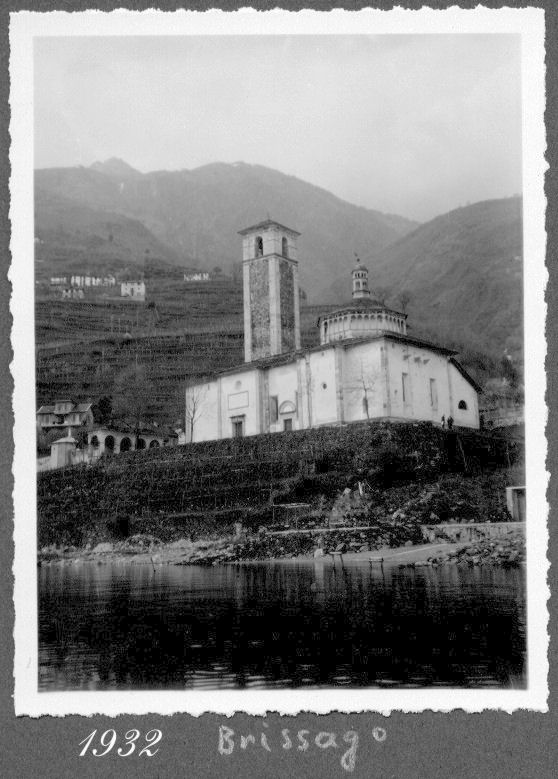
Chiesa della Madonna di Ponte nel 1932

La chiesa di Santa Maria di Ponte è un edificio religioso costruito nel 1526 al posto di una chiesa duecentesca a Brissago.

## Storia
La zona, fino al XVI secolo, ospitava una chiesa annessa a un cimitero. Le più antiche menzioni storiche di questa chiesa risalgono al XIII secolo.
Fra il 1526, data indicata nell'abside e il 1528, anno presente invece nel fregio del portale laterale, Giovanni Beretta coordinò alcune opere di ristrutturazione, che consistevano principalmente nella realizzazione di un coro. L'intervento, tuttavia, proseguì per tutto il secolo e fino al 1666: il campanile, stando alla data indicata sulla base, fu costruito a partire dal 1545, ma fu completato appunto nel 1666. La facciata e la navata, invece, risalgono al 1590 e sono opera di Pietro Beretta, che succedette al padre nella realizzazione della chiesa.
Le modifiche alla chiesa, tuttavia, non si arrestarono. Giovanni Antonio Caldelli la trasformò nel 1773, adeguandola al gusto barocco e arricchendola con pitture rococò, ma fra il 1950 e il 1957 Rino Tami e Peppe Brivio cancellarono l'operato di Caldelli.
Nell'annesso cimitero vi sono seppelliti il compositore Ruggero Leoncavallo con sua moglie Berthe.

## Descrizione
Attraversando il portale d'ingresso (1594) si entra in un ambiente a navata singola, sovrastata da un tiburio e terminante in un coro di forma rettangolare. Nella cappella settentrionale trova posto un altare marmoreo in stile barocco (1686).